# Eremias kavirensis
Eremias kavirensis е вид влечуго от семейство Гущерови (Lacertidae).

## Разпространение
Видът е разпространен в Иран.